# Dick Evans
Richard Jacob Evans, detto Dick (Chicago, 31 maggio 1917 – Sarasota, 26 maggio 2008), è stato un giocatore di football americano e cestista statunitense, professionista nella NFL e nella NBL.

## Carriera
Giocò per tre stagioni nella NBL, disputando complessivamente 32 partite con 2,4 punti di media.